# WWA World Heavyweight Championship
O WWA World Heavyweight Championship foi o principal campeonato da promoção de wrestling profissional World Wrestling All-Stars. Foi criado em 19 de outubro de 2001 e sancionado em 25 de maio de 2003, quando foi unificado ao NWA World Heavyweight Championship. Seu último vencedor foi Jeff Jarrett.